# بوجيدار ليكوفيتش
بوجيدار ليكوفيتش مواليد 4 يناير 1991 في بار، الجبل الأسود، هو لاعب كرة يد مونتينيغري يلعب كظهير أيسر. يلعب حاليا مع دوبروجا سود كونستانتسا ويحمل الرقم 4. مثل منتخب الجبل الأسود لكرة اليد.

## سجل المنافسة
شارك في البطولات التالية:
- بطولة أوروبا لكرة اليد للرجال 2016